# Даямантіна
Даямантіна (англ. Diamantina River) — річка, що протікає територією австралійських штатів Квінсленд і Південна Австралія.
Джерело Даямантіни знаходиться на північному заході від населеного пункту Лонгрич у Квінсленді, потім річка тече в південно-західному напрямку через центральні райони штату й впадає в болото Лагуна Гойдера, що перебуває на півночі пустелі Стшелецького.
У період повені річка, витікаючи з болота, зливається з річкою Джорджина і утворює річку Ворбертон, що у сезони дощів досягає озера Ейр.
| Річка | Це незавершена стаття про річку. Ви можете допомогти проєкту, виправивши або дописавши її. |